# Basiljević
Basiljević (Baseljić, Basilio, Bassegli, Bassello, Baseyo, Baxeio, Vasiljević, Zmajević), hrvatska vlastelinska obitelj iz Dubrovnika. Podrijetlom je iz  Kotora. Njeni istaknuti članovi imali su važnu ulogu u javnom, društvenom, gospodarskom i kulturnom životu Dubrovačke Republike.

## Povijest
U Dubrovniku su Basiljevići nazočni od prvih desetljeća 14. stoljeća. Utemeljitelj dubrovačkog ogranka Bazilije Basiljević (Basilius de Basilio) spominje se 1314. godine. Na prijelazu između 15. i 16. stoljeća živio je djelovao humanist i teolog Tomo Basiljević, jedan od najistaknutijih članova obitelji. Drugi Bazilije je 1537. otplovio brodskom karavanom u Južnu Ameriku, s namjerom da tamo trguje, ali se ne zna njegova daljnja sudbina.
I neki drugi Basiljevići su se isticali u javnom, gospodarskom i kulturnom životu Dubrovnika, a trgovinom se bavili i izvan Europe. Izumiranjem muške grane, sin Deše (Terezije) Basiljević (udane za Balda Gučetića) Palo (Pavao) naslijedio je izumrlu granu Basiljevića, čime je nastao novi ogranak Basiljević-Gučetić (Bassegli-Gozze).

## Poznati pripadnici
- Pavao Basiljević (Paolo de Bassegli)
- Bazilije Basiljević
- Marko Basiljević (javni djelatnik) (poč. 17. st. istaknut u javnom životu Dubrovnika)
- Marko Basiljević (poduzetnik)
- Tomo Basiljević (prosvjetitelj)
- Tomo Basiljević (teolog)

## Poznati posjedi
- palača Bassegli, u ulici Cvijete Zuzorić[2]

## Vanjske poveznice
- Marko i Tomo Basiljević - istaknuti članovi dubrovačke patricijske obitelji Basiljević  Arhivirana inačica izvorne stranice od 4. kolovoza 2016. (Wayback Machine)
- Bazilije Basiljević stigao je 1537. godinu u Peru  Arhivirana inačica izvorne stranice od 2. listopada 2014. (Wayback Machine)